# Rey
Rey je izmišljeni lik iz sage Zvjezdani ratovi redatelja Georgea Lucasa. Prvi put se pojavljuje u Ratovi zvijezda VII: Sila se budi kao strvožder koji skuplja otpad brodova na planetu Jakku. Nepoznati su je roditelji ostavili na planetu Jakku još kad je bila dijete. Kad je dolazak Finna i BB-8 prekinuo njezin usamljeni život, uključila se u sukob Otpora i Prvog reda.
Rey je devetnaestogodišnjakinja koja je tvrdoglava, uporna, hrabra i održava žestoku odanost svojim prijateljima. Obožavatelji su dugo raspravljali o njezinom porijetlu, neki su čak sumnjali da je ona kći Lukea Skywalkera, drugi da je kći Hana i Leie, a treći da je unuka Obi-Wana Kenobija. U devetom filmu sage Ratovi zvijezda: Uspon Skywalkera otkriva se da je unuka imperatora Palpatinea.
Bilo je mjestimično kritika kako je Rey prevješta, unatoč njezinom manjku iskustva u Sila se budi, te je djelomićno nazivaju "Mary Sue".
Daisy Ridley glumi Rey. Prije je bila nepoznata glumica pa je bila na nekoliko audicija kroz 7 mjeseci.

## Epizoda 7

### Život na Jakku
Kad je još bila dijete, roditelji su je ostavili na planetu Jakku, no Rey je vjerovala da će se roditelji vratiti po nju. Da bi samostalno preživjela na planetu, postala je strvožder i zaposlila se kod Unkara Plutta. Kopala je kroz otpad i sakupljala dijelove brodova uništenih za vrijeme Bitke za Jakku. Zatim je dijelove prodavala za porcije hrane. Kao oružje koristila je palicu.
Jednom nailazi na droid BB-8 koji sadrži kartu za pronalazak Lukea Skywalkera. Njezin šef, Unkar Plutt, želi kupiti droida za 120 puta više porcija hrane nego vrijede svi ostali Reyini pronalasci toga dana. Na kratko se Rey dvoumi no ipak sačuva droida. Slučajno susreće odbjeglog vojnika Prvog reda, Finna, kada ih iznenada napadne Prvi red i Rey ukrade Millennium Falcon da bi pobjegli. Ne dugo nakon bijega s Jakku krijumčar Han Solo i Chewbacca ih ulove u svoj teretni brod. Kad im se opasni kriminalci suprotstave, Rey slučajno pusti Hanov opasni teret u svemir. Oni spase Finna i pobjegnu.

### Sila se budi
Od Hana Rey saznaje da su legende o Jedijima istinite, te joj on poklanja ‘’blaster’’ i kaže da još puno mora naučiti. Oduševljen s Rey, Han joj ponudi posao na Falconu, ali ga ona odbija jer osjeća da se mora vratiti na Jakku. Prilikom skupljanja u Maz Kanatinoj kantini da vrate BB-8 pokretu otpora, Prvi red je obaviješten o njihovoj prisutnosti, dok podrum kantine privuče Rey pozornost. U njemu Rey pronađe svjetlosni mač koji je pripadao Lukeu Skywalkeru i njegovom ocu prije njega. Čim ga dotakne, doživi zastrašujuću viziju: borbu koju vode Kylo Ren i vitezovi u šumi, samu sebe kad su je roditelji ostavili te prizor Lukea i R2-D2 ispred gorućeg hrama. Prestrašena, Rey pobjegne u šumu.
Prvi red napadne Mazinu kantinu i Ren zarobi Rey. On je odvede do Zvijezdoubilačke baze gdje ju ispita za kartu koju joj je BB-8 pokazao. Ren zatim koristi Silu da pročita Reyine misli, otkrivajući da se Rey osjeća kao da je Han otac kojega nikad nije imala. Rey mu se zatim opire čitajući Renove osjećaje i otkriva njegov strah da nikad neće biti jak kao Darth Vader. Vrhovni vođa Prvog reda Snoke zapovijedi da mu se dovede Rey zbog njenih sposobnosti i opiranja. Rey ostaje u prostoriji s jednim stražarom kojeg prevari umnim trikom. Nakon šuljanja u Bazi, ushićena je vidjeti kako su je Finn, Han i Chewbacca došli pronaći. No u bijegu ona i Finn gledaju kako Ren ubija vlastitog oca, Hana.

### Borba i bijeg
Kako pokušavaju pobjeći kroz šumu, Ren izazove Rey i Finn svjetlosnim mačem. Nakon što Ren ozbiljno ozlijedi Finna i ispadne mu mač, Rey ga Silom uhvati i napadne Rena. Tjekom borbe Rey odbija Renovu ponudu da je obučava. Rey svjetlosnim mačem kojeg joj je dala Maz Kanata pobijedi Kylo Rena. Nakon bježanja s uništenog planeta, vraća se u bazu pokreta otpora na planetu D'Qar gdje svi slave pobjedu nad Prvim redom, ali i tuguju za Hanom. Nakon oprosta od Leie i renjenog Finna, Rey se uputi da otkrije Lukeovu lokaciju pomoću informacija iz BB-8 i aktiviranog R2-D2. Rey, Chewbacca i R2-D2 putuju u Falconu do oceanskog planeta Ahch-To. Slete na jedan mali otok i Rey krene u potragu za Lukeom. Čim pronađe Lukea, nudi mu njegov davno izgubljeni svjetlosni mač na što on ne progovori nijednu riječ.

## Epizoda 8
Daisy Ridley se ponovno vidi kao Rey u Ratovi zvijezda: Posljednji Jedi.

### Dolazak na Ahch-To
Nakon što je pronašla Lukea mu Rey nudi njegov stari svjetlosni mač, no on ga bez riječi odbacuje od sebe. Iako ga moli da se vrati i pomogne Otporu u borbi protiv Prvog reda on ostaje tvrd u svojoj odluci izolacije čak i nakon što saznaje da je Han mrtav. Uporno Rey prati Lukea po otoku dok ne naiđe na veliko stablo koje joj privlači pažnju i u kojemu su pohranjene stare Jedi knjige. Znatiželjan, Luke upita zašto je baš ona došla na Ahch-To, na što Rey priznaje da je oduvijek osjećala zov Sile ne znajući što to znači. Nakon oklijevanja Luke pristaje da ju nauči tri lekcije.

### Susret Svijetle i Tamne strane
Odmah pri prvoj lekciji Luke primijeti koliko je Rey moćna i prestravljen prekida lekciju prisjetivši se slične snage kod svojega nećaka Bena (sada Kylo Ren). Dok je kasnije sama Rey odjednom doživljuje telepatsku povezanost s Renom kroz Silu - pomoću koje im je moguće jedan drugog vidjeti i međusobno razgovarati. U početku bijesna na Rena i na sve što je učinio, s vremenom počinje osjećati razumijevanje i povezanost s njim. Za vrijeme jednog od razgovora Ren joj ispriča kako dok je još bio Jedi učenik Luke ga je pokušao ubiti, te joj je u trenutku zbližavanja moguće dotaknuti njegovu ruku. Prestravljen, Luke prekida susret nako čega Rey traži odgovore i još jednom moli Lukea da se sa njom vrati Otporu. Nakon što se on ponovno odbija vratiti, Rey odlazi pronaći Rena, uvjerena da je moguće ga vratiti na svijetlu stranu.
Dolaskom na brod na kojemu se nalazi Ren on ju kao zarobljenika vodi k Snoku, i u kratkom razgovoru joj kaže kako je osjetio da će ona prijeći na tamnu stranu dok mu ona govori da je ona osjetila da će on prijeći na svjetlu stranu. Došavši pred Snoka ovaj priznaje da je on stvorio telepatsku povezanost Sile između nje i Rena, i zapovjeda Renu da ju ubije. Odjednom Ren ubija Snoka i Rey se s njim bori protiv Snokove garde. Još jednom Ren nudi Rey da pređe uz njega te da zajedno vladaju galaksijom, no ona ponovno odbija, čak i nakon što joj u pokušaju da ju povrijedi predbacuje da su joj roditelji bili pijanci i da će ona bez njega uvijek biti nitko i ništa. Pri pokušaju da oboje dođu do Lukeovog svjetlosnog mača ovaj puca, dok se svemirski brod na kojemu se nalaze počinje raspadati nakon što je vice admiralica Holdo zabila svoj brod u njega. Dok je Ren na trenutak bez svijesti Rey s ostacima mača bježi.

### Borba na Craitu
S Chewbaccom odlazi pomoći Otporu na Craitu, no nakon što se pobjeda u borbi čini nemogućom pokušava pronaći drugi izlaz iz skrovišta Otpora. Dok pomoću Sile uspjeva osloboditi tajni izlaz od kamenja, Luke sa svojom projekcijom privlači Renovu pažnju na sebe i tako ipak pomaže Otporu. Oslobodivši izlaz Rey se presretno ponovno susreće s Finnom i upoznaje Poea. Pri ulasku u Millennium Falcon telepatska povezanost još jedom pruža priliku da se Ren i Rey vide, no ona bez riječi ulazi i zatvara vrata. Na brodu ponovno razgovara s Leiom i oboje osjete da je Luke postao jedno sa Silom. Leia ohrabruje Rey i objašnjava joj da imaju sve što je potrebno za otpor, ne znajući da je Rey potajno ponjela Jedi knjige s Ahch-Toa.

## Epizoda 9
Daisy Ridley se ponovno vidi kao Rey u Ratovi zvijezda: Uspon Skywalkera.

### Glasovi prošlosti
Godinu dana nakon bitke na Craitu i Lukine smrti, Rey nastavlja svoj Jedi trening u glavnoj bazi Otpora pod nadzorom Leije, ali ne uspjeva savladati sve lekcije, te joj vizije prekidaju trening. Kada Otpor otkriva da uskrsli car Palpatine planira donijeti Završni red u obliku ogromne flote Zvjezdanih razarača, Rey pomoću Lukeovih starih bilješka otkriva postojanje takozvanog Sith kompasa, koji je u stanju pokazati put do Sith planeta Exegola, gdje Palpatin trenutno boravi.

### Tajne i strahovi
Prateći naputke koje je ostavio Luke, Rey odlazi zajedno s Finnom, Poem, Chewbaccom, C-3PO i BB-8 na Pasaanu, gdje se našao posljednji trag za pomoć pronalaženja mjesta kompasa, i pronalazi trag - bodež sa natpisima Sitha - uz pomoć bivšeg pilota Landa Calrissiana. Sve to vrijeme se Rey nalazi u povremenoj mentalnoj komunikaciji s Renom; tim putem Ren saznaje gdje je Rey i šalje svoje ratnike za njom. Nakon što pronađu bodež i brod bivšeg plaćenika Sitha, Rey osjeti prisutnost Rena i odluči se suočiti s njim, nehotice omogućujući da se Chewbacca zarobljen ukrca na brod prijevoza Prvog reda. Rey koristi Silu da povuče transport dolje, iako Ren to također pokušava učiniti, te usred borbe, Rey slučajno koristi silu munje da uništi transport, naizgled ubivši Chewbaccu (koji je u stvari odveden na drugi brod). Rey je šokirana, te obuzeta krivnjom otkriva Finnu da je vidjela vizije sebe i Rena zajedno na prijestolju Sitha. Rey i ostali putuju na Kijimi, gdje programer Babu Frik prevodi koordinate za mjesto kompasa - mjesec Kef Bir- iz memorijske datoteke C-3PO. Ono što ne sluti je da je Ren i Prvi red slijede do Kijimija. Osjetivši da je Chewbacca živ i blizu, se Rey i ostali ušuljaju na brod Prvog reda. Nakon što se nađu na brodu Rey osjeti prisutnost bodeža te se ušulja u Renove četvrti na brodu zapovjednog broda Prvog reda, gdje pronalazi bodež i ponovno se nađe u mentalnom kontaktu s Renom. Ren ju vabi time da joj nije ispričao cijelu priču o njenim roditeljima, no Rey mu ne vjeruje. Kako su za vrijeme razgovora započeli dvoboj- povezanost im omogućuje da se bore iako nisu u istom prostoru- te u borbi Rey ruši altar sa kacigom Darth Vadera, te Ren tim putem otkrije gdje se ona nalazi. Dok Rey počinje bježati s broda, ona ugleda Rena i on joj otkriva da je ona unuka Palpatinea, koji je imao sina koji je odbio nastaviti s njegovim zlim naslijeđem i da su se on i njegova supruga skrivali, živeći kao niko da bi štitili Rey od toga da je Palpatin nađe. Ren joj objašnjava da su njih dvoje jedinstvena Dijada u Sili, i nagovara ju dalje da mu se pridruži kako bi zajedno srušili Palpatina, ali Rey odbija i bježi na brodu Millennium Falcon zajedno sa svojim prijateljima.
Zajedno putuju na Kef Bir, gdje se Rey sama uputi na ostatke druge Zvijezde smrti i pronalazi kompas, ali ostaje prestavljena vizijom sebe kao gospodara Sitha. Odjednom se ovdje nađe Ren, koji uništava kompas i ponovno je nagovara da pođe s njim. Bjesna ga napada mačem, te nastavljaju dvoboj vani na ruševinama. Iscrpljena Rey pada i očajna zadnjim snagama napada Rena, i probada ga mačem. Osjetivši prisutnost Leije kroz Silu i zgrožena onime što je učinila, Rey koristi Silu kako bi izliječila i spasila Rena, priznajući mu da joj je više stalo do Ben Soloa nego Kylo Rena, prije nego što bježi sa njegovim TIE borcem. Bojeći se onoga što bi mogla postati, Rey se vraća na Ahch-To, namjeravajući živjeti u egzilu iz stida svoje obiteljske loze, ali Luke joj govori da je sudbina suočiti se s vlastitim strahom. Daje joj svoj stari svjetlosni mač kao i staro X-krilo, a ona odlazi s kompasom.

### Pobjeda Svjetla nad Tamom
Ohrabljena, Rey odlazi na Exegol, prenoseći koordinate Otporu, omogućujući im da pokrenu ofenzivu protiv Palpatinove Konačne naredbe. Došavši pred Palpatina, koji je pozdravlja kao svoju unuku, on joj otkriva da je ne želi ubiti: on umjesto toga želi da ga ona ubije, apsorbira njegov duh i moći i vlada konačnim redom kao carica Palpatine. No, Ben dolazi u pomoć i pomaže Rey se suprotstaviti Sith Lordu. Unatoč tome, Palpatine ih nadvlada te crpi njihovu životnu energiju da povrati vlastitu snagu prije nego što Bena baca u jamu i koristi masivnu oluju gromova kako bi napao flotu Otpora. Oslabljena Rey se još jednom pokušava povezati s Jedijima koji su bili i glasovi prošlih Jedija joj vraćaju snagu. U potpunom skladu sa Silom Rey objavljuje Palpatinu da je "svi Jedi" i koristi oba Lukeova svjetlosna mača da odbije eksploziju Palpatineove munje, ubivši ga zauvijek. Iscrplena pada i umire u tom procesu, ali Ben (popevši se iz jame) koristi Silu da na nju prenese svoju životnu energiju, oživljavajući je; kad se probudi, ona grli i poljubi Bena prije nego što on umre i skladno postane jedno sa Silom, zajedno sa svojom majkom. Rey se vraća u bazu Otpora i ponovno se okuplja s prijateljima slaveći svoju pobjedu nad Prvim redom. Nešto kasnije, Rey prvi put posjećuje Tatooine i odlazi na farmu u kojoj je Luke odrasao. Pokopava Lukeov i Leijin svjetlosni mač, sagradivši vlastiti svjetlosni mač u zlatnoj boji. Ostarijela prolaznica pita Rey kako se zove, a nakon što ova ugleda duhove Lukea i Leije, ona odgovara "Rey. Rey Skywalker" i gleda prema binarnom zalasku sunca s BB-8 uz sebe.

## Koncepcija lika
Scenarist Michael Arndt rekao je da mu se ponuda predsjednice Lucasfilma Kathleen Kennedy da napiše Epizodu VII činila zastrašujuća sredinom 2012., ali ga je zainteresiralo kada mu je objašnjeno da je priča o podrijetlu jedne žene Jediju te se susreo s Georgeom Lucasom. Lik je bio poznat kao Kira u ranim fazama produkcije, a Arndt ju je opisao kao "usamljenicu, užarenu glavu, brzu". Arndt je rekao da se mučio s uvođenjem mlade žene kao glavnog lika u priču, a da je ne bi zasjenio nakon njezina ranog susreta s Luke Skywalkerom, čija je uloga u filmu na kraju svedena na minimum. Daisy Ridley se prisjetila da je redatelj i pisac J. J. Abrams izvorno namjeravao lik nazvati "Keera", ali tijekom snimanja u Abu Dhabiju, Abrams joj je otkrio da razmišlja da ide s "Rey".
Kada je stvorio glavnu žensku ulogu za novu trilogiju, Abrams je izjavio da je od svojih početnih razgovora sa piscem Lawrenceom Kasdanom bio uzbuđen zbog koncepta da žena bude u središtu priče. Rekao je da smo "Oduvijek željeli napisati Rey kao središnji lik" te da je važan i drugi ženski prikaz u priči. Kathleen Kennedy je izjavila da je "Rey Luke Skywalker nove generacije."  Reyina pozadina kao strvožder bila je dio kojim su je pisci pokušavali prikazati kao "krajnju autsajdericu i krajnje obespravljenu osobu", zbog njihova uvjerenja da će osoba te prirode vjerojatno iskusiti dulje putovanje u usporedbi s drugim vrstama ljudi.
Daisy Ridley je bila uglavnom nepoznata prije nego što je dobila ulogu Rey. Ridley je rekla da je tijekom sedam mjeseci bila mnogo puta na audiciji za tu ulogu i da je tri mjeseca morala čuvati tajnu. Najavljena je kao dio glumačke ekipe krajem travnja 2014. Imala je iskustva samo s malim ulogama u TV emisijama. Njezino neiskustvo i nedostatak izloženosti bili su ključni dio onoga što je Abramsa uvjerilo da Ridleyju da ulogu, budući da su prijašnje instalacije sadržavale relativno nepoznat talent koji ne bi doživio pojačanu kontrolu. Abrams je izjavio da je Ridley "bila tako duhovita i da je imala sjajnu iskru", kao i da je odglumila emocionalnu scenu, izjavivši da je "uspjela u prvom pokušaju". Abrams je nastavio hvaliti Daisy Ridley, rekavši: "Rođena je s ovim darom da bude u trenutku i učini ga svojim. Ona istovremeno radi iznutra prema van i izvana prema unutra." Kennedy je izjavila: "Daisy je imala tjelesnost i samopouzdanje koje je bilo toliko važno za lik koji smo tražili. Ona utjelovljuje taj optimizam tamo gdje je sve moguće." Redatelj Dušan Lazarević, koji je bio prisutan za vrijeme audicija za Rideynu ulogu u britanskoj dramskoj seriji Silent Witness, osim što je pohvalio njezin glumački raspon, naveo je: "Pokazala je kombinaciju ranjivosti i snage što joj je dalo kompleksnost, a u njezinim je očima bila inteligencija koja je bila pokazatelj da bi mogla igrati prilično kompliciranu ulogu." Cailey Fleming je dodatno dobila ulogu mlade Rey.
Iako je Ridley rekla da je "prožeta sumnjama i nesigurnostima", rekla je da je Reyina nada ono s čim se najviše povezuje: "bilo je to nešto što me je vodilo kroz audicije - i ako sam se osjećala tako suludo iz svega što sam mogla zamisliti " Ridley se prisjetila svog iskustva u snimanju kao što je počelo neravno, a Abrams joj je rekao da je njezinih prvih nekoliko snimaka bilo "drveno". Ali Ridley i Abrams imali su “nevjerojatno kolaborativni” proces stvarajući Rey; Ridley se prisjetila da se lik "promijenio u odnosu na početak, postala je mekša. I mislim da sam to vjerojatno ja, jer me Amerikanci obično ne razumiju, pa je to pomoglo, usporavalo govor i sve ga je samo učinilo mekšim od mene. Ridley je rekla da će Rey imati "neki utjecaj na djevojačku moć", dodajući da lik "ne mora biti jedna stvar da bi utjelovio ženu u filmu. Desilo se da je žena, ali nadilazi spol. Razgovarat će s muškarcima i ženama." U intervjuu za časopis Elle, Ridley je rekla: "Ona je tako jaka. Ona je cool i pametna i može paziti na sebe," dodajući ", Mlade djevojke mogu je pogledati i znati da mogu nositi hlače ako žele. Da ne moraju pokazivati svoja tijela."
Skladatelj John Williams rekao je da mu se odmah svidjela Ridley u filmu i da je skladanje njezine teme bio zanimljiv izazov. Rekao je da njezina tema ne sugerira ljubavnu temu, već snažan ženski lik avanturista prožet Silom za zrelu, promišljenu temu. Dodao je da "glazbena gramatika" Reyine teme nije herojska, već prenosi "pustolovni ton koji treba ilustrirati empatiju."

### Karakterizacija
Rey je predstavljena kao 19-godišnja žena u filmu Ratovi zvijezda: Sila se budi. Tvrdoglava je, svojeglava, hrabra, optimistična i održava žestoku odanost svojim prijateljima. Matthew Yglesias iz Voxa napisao je: "Rey je znatno manje neiskusnija od Lukea." Ridley kaže o liku: "Nije nevjerojatna zato što je Rey jaka. Sve je to složenost čovjeka. To je zato što je ona dobro nacrtana osoba koja se bori sa stvarima, a ti si s njom."
Rey je vrlo osjetljiva na silu, što se pokazalo kada joj je predstavljen svjetlosni mač koji je prvo posjedovao Anakin Skywalker, a zatim njegov sin Luke.  Bez treninga, ona je u stanju upotrijebiti Silu i pobijediti moćnog (iako ozlijeđenog) Kyla Rena u dvoboju.
O viziji koja priziva zrcalo koju Rey doživljava u Posljednjem Jediju, pisac i redatelj Rian Johnson rekao je da to predstavlja učenje lika koji mora povezati sam sa sobom.
U Posljednjem Jediju, Rey također otkriva da ima posebnu vezu u Sili s Kylom Renom, o kojoj Rian Johnson tvrdi da je to korišteno kao način da se Rey poveže s njim i navede dva lika da razgovaraju bez međusobnog sukoba, dalje razvijajući svoj odnos. Johnson objašnjava da scena gdje Rey vidi Kyla bez majice tijekom jedne od ovih veza pokazuje sve veću intimnost između njih tijekom njihovih interakcija. U Uspon Skywalkera, otkriva se da ih ta veza čini dvije polovice "dijade" u Sili, a koscenarist filma, Chris Terrio, objašnjava ovaj odnos kao "neku vrstu srodne duše u Sili " i " blizanci predodređenosti, blizanci sudbine." Oboje, Rian Johnson i  J.J. Abrams opisali su ovu vezu kao romansu. Abrams je razradio svoju percepciju o tome tijekom produkcije filma Sila se budi s da ima "energiju brata i sestre" koliko i "romantičnu povezanost", te da nije "doslovno seksualno romantična stvar", nego da su duhovno povezani na način za koji Abrams tvrdi da mu se to činilo izuzetno romantično.

## Kulturološki utjecaj
Sam lik, kao i izvedba Daisy Ridley dobili su pohvale kritike. Joe Morgenstern iz The Wall Street Journal izjavljuje da je Rey "žena ratnica sa stilskom žestinom zvijezde kung-fua", hvaleći "zanos uz koji mora da se [Ridley] rodila plus vještina koju je stekla kao mlada glumica iz Engleske", i navodi: "Teško je zamisliti kakav bi film - i nastavci koji dolaze - mogli biti da su odabrali pogrešnu osobu, ali ovdje je Daisy Ridley u svojoj skromnoj slavi, i sve je u redu s galaksijom." Adam Howard iz MSNBC-a navodi da je "jedno od najugodnijih iznenađenja filma snaga glavnog ženskog lika", dodajući da su neki usporedili Rey s "novom feminističkom ikonom". U osobnom eseju, Nicole Sperling iz Entertainment Weekly piše o tome kako se njezine kćeri osjećaju osnaženo nakon gledanja filma, navodeći: "Nikada nisu komentirale koliko je Rey lijepa. Nikada nisu morale trznuti jer je Rey bila seksualni objekt nekom čovjeku na vlasti. Jednostavno su se osjećale jake. Jednake." Megan Garber iz The Atlantic piše da se Rey "u vrlo kratkom roku dokazuje izuzetno vješta kao borac".
Emily Rome iz HitFix opisuje Rey kao "više 'snažniji ženski lik' nego što je snažno napisan", rekavši da je "brzina kojom je Rey svladala trikove uma Jedija i borbu svjetlosnim mačem uz nultu obuku stvar je fan fikcije. Rey je geek feminističko ispunjenje želja ". Rome kaže da je Rey "sve što smo željeli u ženskom liku iz Ratova zvijezda", hvaleći je što je lik koji je "neovisna, vješta, nestašna, čvrsta i ne treba je spašavati." Neki su argumentirali da je previše vješta unatoč svom neiskustvu. Scenarist Max Landis objavio je niz tweetova 2015. godine podrugljivo nazivajući Sila se budi "fanfic film s Mary Sue kao glavnim likom", na temelju Reynih naizgled prirodnih vještina kao mehaničara, borac, pilot i korisnik Sile. Tasha Robinson iz The Verge piše da je Rey "neka vrsta lika Mary Sue" koji "stalno upada u standardne situacije djevojke u nevolji, a zatim se sposobno spašava [...] Ona je fantastični lik za ispunjenje želja s velikim vještine, neljudsko vrijeme reakcije i pametan odgovor na svako pitanje - ali isto tako su i ostali glavni heroji Ratova zvijezda." Robinson sugerira da gledatelji uživaju u tim kvalitetama u Rey, govoreći: "Ne bismo se brinuli o Reynoj pretjeranoj hladnokrvnost da je Ray, bijeli muški heroj standardnog izdanja." Drugi mediji, uključujući i samu glumicu Daisy Ridley, tvrdili su da izraz "Mary Sue" nosi inherentnu rodnu pristranost, te da muški likovi iz originalne trilogije nisu bili suočeni s usporedivim kritikama. Medijska kritičarka Caroline Framke tvrdi da Reyine sposobnosti nisu nužno impresivnije od onih lika Luke Skywalkera, pišući da "instinktivna" kritika obožavatelja likova poput Rey odražava dvostruke standarde. J. J. Abrams je izjavio da su "ljudi koji su izbezumljeni ljudi koji su navikli na [muške] privilegije, a to nije ugnjetavanje, ovdje se radi o pravednosti." On je elaborirao: "Vjerojatno možete pogledati prvi film [Ratovi zvijezda] koji je George [Lucas] napravio i reći da je Leia bila previše otvorena, ili da je bila previše čvrsta. Svatko tko želi pronaći problem u bilo čemu, može pronaći problem. Čini se da je internet stvoren za to." Adrienne Tyler iz Screen Rant tvrdila je da su Reyine sposobnosti objašnjene u Uspon Skywalkera kao rezultat toga što par tvori dijadu u Sili, dijeleći iste borbene sposobnosti.
Reyina jedinstvena frizura privukla je pozornost prije i nakon objavljivanja filma Sila se budi, uspoređujući je s Leijinom frizurom iz originalnog filma, uz raspravu o tome hoće li postati toliko popularna. Rey se također uspoređuje s glavnim likom iz anime filma Hayao Miyazakija Nausicaä iz vjetrovite doline (1984.).
Richard Roeper opisao je Ridleyjev prikaz Rey kao "probojnu izvedbu", nastavivši tako što je lik nazvao "čvrstim i snalažljivim, pametnim i hrabrim". Ridley je bila nominirana za nagradu Saturn 2016. za najbolju glumicu za svoju ulogu. Prva nagrada Reel Women in Technology za izmišljeni lik dodijeljena je liku Rey.
Neki kritičari i obožavatelji primijetili su vizualnu sličnost između Reyinog dizajna lika i dizajna Bastile Shan iz videoigre Star Wars: Knights of the Old Republic, te da priča njezinog lika dijeli tematske sličnosti s Bastilinim.

### Obiteljska loza
Pitanje Reynog podrijetla bilo je značajna točka rasprave za seriju i potaknulo je brojne teorije obožavatelja. Najpopularnije teorije bile su da je ona kći Lukea Skywalkera ili Hana Sola, ili da je unuka Obi-Wan Kenobija (zbog scene u kojoj Rey čuje Kenobijev odjek glasa nakon vizije u Sila se budi). Stav da je ona Lukeova kći bio je posebno istaknut, te su obožavatelji i kritičari isticali njihove sličnosti u priči, da su Ratovi zvijezda saga o obitelji Skywalker, da Rey ima snažnu privrženost Lukeovom svjetlosnom maču te da je izuzetno jaka sa Silom bez ikakve obuke. Neke teorije obožavatelja o Reyinom podrijetlu upućuju na "Rey's Theme" sadržanu u skladbi Johna Williamsa za Sila se budi, budući da je tema dijelila sličnosti s temama za Dartha Vadera i Lukea. Dugi su pak prisjećali da Luke ne bi nikad ostavio svoju kćer ili kao Jedi uopće imao djecu.
J.J. Abrams je izjavio da je namjerno zatajio Reyino prezime i pozadinu u Sila se budi. Rekao je da smatra da je podrijetlo Kylo Rena jedino što se moglo otkriti u njegovom filmu i da zna "prilično" puno o Reyinom podrijetlu, ali iz poštovanja naprema redatelju Posljednjeg Jedija Rianu Johnsonu neće reći ništa. Bivši redatelj Ratovi zvijezda: Epizoda IX Colin Trevorrow izjavio je da bi odgovor o Reyinom podrijetlu bio "duboko i istinski zadovoljavajući" i da je Rey "važna u ovom svemiru, ne samo u kontekstu Sila se budi, već u cijeloj galaksiji. Ona to zaslužuje." Daisy Ridley je rekla da zna tko su Reyini roditelji.
U Posljednjem Jediju, Kylo Ren nagovara Rey da prizna da su njezini roditelji bili "nitko". Emily VanDerWerff iz Vox usporedila je ovu scenu s Lukeom koji je otkrio da mu je Darth Vader otac, što je bila njegova najveća noćna mora. Prema VanDerWerffu: "Reyina najveća noćna mora je biti nitko." Dodala je da, iako Kylo Ren "ima sve razloge lagati" o ovome, za nju je dobro da je "Rey dijete ničije od posebne važnosti za dosadašnju priču." Josh Spiegel iz The Theatre Hollywood Reporter je izjavio da, iako bi neki obožavatelji mogli biti razočarani Renovim otkrićem, "savršeno se uklapa" s kroz liniju filma da netko može biti "i izuzetno nadaren u Sili, a također ne i Skywalker" jer se "duh Jedija širi ... svakome tko ima dar i moć vjerovanja."  S druge strane, Casey Cipriani iz Bustle smatra da, iako je Ren možda u pravu u vezi s Reyinim roditeljima, on je nepouzdan i "moramo uzeti ono što kaže sa zrnom opreza i potražiti negdje drugdje [unutar priče] naznake Reyine loze."
Prije objavljivanja filma Uspon Skywalkera, Abrams je rekao da "u priči ima više nego što ste vidjeli", iako se, prema Ridleyju, činjenice predstavljene u Posljednjem Jediju neće promijeniti. Činjenica da je Rey otkrivena kao unuka Palpatina u Uspon Skywalker dobila je mješoviti prijem. Joanna Robinson iz Vanity Fair tumači zaokret kao pobijanje tema predstavljenih u epizodi VIII, nazivajući to "udarcem za one obožavatelje koji su nestrpljivo proždirali poruku [Riana] Johnsona da svatko s bilo kojeg mjesta može biti heroj koji ima silu." Suprotno tome, Ryan Britt iz Fatherly piše da bi to otkriće moglo biti rezonantno za one koji imaju "obitelj sklonu tamnoj strani", jer Rey odluči ne igrati Palpatinovu "glupu igru" i "kad se Palpatinovo lice otopi i tamna strana nestane u eter, mnoga emocionalna obiteljska sranja idu s tim." Inverse na sličan način tvrdi da na kraju filma Rey odbacuje "svaku moć koju je njezin djed imao nad njom" i "pokopava prošlost", i u završetku filma time završava junakovo putovanje.
Nakon objavljivanja filma, Daisy Ridley otkrila je da se identitet Reyinih roditelja stalno mijenjao tijekom produkcije trilogije. Prema Ridley, tijekom rane produkcije Sequel trilogije, Lucasfilm se "igrao s Obi-Wan vezom" prije nego što se odlučio na ideju da njezin lik nije nitko. J.J. Abrams je potom Ridleyju na početku produkcije epizode IX iznio ideju da je car Palpatine Reyin djed, iako se ovaj aspekt njezina lika "nastavio mijenjati" tijekom snimanja. James Hunt iz Screen Rant tvrdi da bi ideja o vezi s Obi-Wanom "bila jednako loša odluka", jer bi to i dalje značilo da je lik "moćan zbog svoje loze, a ne da je Rey jednostavno moćna jer ju je Sila odabrala. Nastavljala bi fokus na nostalgiju i pokušaj povezivanja svega, umjesto da Rey bude potpuno nova."

## Vanjske poveznice
- Rey u StarWars.com datoteci
- Rey u Wookieepedia, a Star Wars wiki